# Mermaid Avenue
Mermaid Avenue är ett album utgivet av den brittiske musikern Billy Bragg tillsammans med det amerikanska bandet Wilco, utgivet i juni 1998. Låttexterna på albumet är skrivna av folkmusikern Woody Guthrie.
När Woody Guthrie avled 1967 lämnade han efter sig ett tusental färdiga texter skrivna mellan 1939 och 1967. 1995 kontaktades singer-songwritern Billy Bragg av Guthries dotter Nora om att komponera musik till några av dessa tidigare opublicerade texter. Bragg kontaktade i sin tur alt-countrybandet Wilco och bad dem medverka. Projektet resulterade i ytterligare ett album, Mermaid Avenue Vol. II utgivet 2000.

## Låtlista
1. "Walt Whitman's Niece" (Woody Guthrie/Billy Bragg) - 3:54
2. "California Stars" (Woody Guthrie/Jay Bennett/Jeff Tweedy) - 4:58
3. "Way Over Yonder in the Minor Key" (Woody Guthrie/Billy Bragg) - 4:06
4. "Birds and Ships" (Woody Guthrie/Billy Bragg) - 2:15
5. "Hoodoo Voodoo" (Woody Guthrie/Billy Bragg/Corey Harris/Wilco) - 3:12
6. "She Came Along to Me" (Woody Guthrie/Jay Bennett/Billy Bragg/Jeff Tweedy) - 3:28
7. "At My Window Sad and Lonely" (Woody Guthrie/Jeff Tweedy) - 3:27
8. "Ingrid Bergman" (Woody Guthrie/Billy Bragg) - 1:50
9. "Christ for President" (Woody Guthrie/Jay Bennett/Jeff Tweedy) - 2:42
10. "I Guess I Planted" (Woody Guthrie/Billy Bragg) - 3:33
11. "One by One" (Woody Guthrie/Jeff Tweedy) - 3:25
12. "Eisler on the Go" (Woody Guthrie/Billy Bragg) - 2:57
13. "Hesitating Beauty" (Woody Guthrie/Jeff Tweedy) - 3:05
14. "Another Man's Done Gone" (Woody Guthrie/Billy Bragg) - 1:36
15. "The Unwelcome Guest" (Woody Guthrie/Billy Bragg) - 5:05

## Medverkande
- Billy Bragg - gitarr, sång
- Jeff Tweedy - gitarr, munspel sång
- Jay Bennett - orgel, bouzouki, clavinet, piano, trummor, sång
- Corey Harris - gitarr, lap steel guitar
- Ken Coomer - percussion, trummor
- Natalie Merchant - sång
- John Stirratt - piano, bas, sång
- Peter Yanowitz - trummor
- Bob Egan - slidegitarr
- Eliza Carthy - fiol